# Équipe d'Afrique du Sud masculine de basket-ball
Cet article traite de l'équipe masculine. Pour l'équipe féminine, voir Équipe d'Afrique du Sud féminine de basket-ball.
Maillots
L'équipe d'Afrique du Sud masculine de basket-ball est l'équipe nationale qui représente l'Afrique du Sud dans les compétitions internationales masculine de basket-ball. Elle est placée sous l'égide de la Fédération d'Afrique du Sud de basket-ball (BSA). L'équipe est affiliée à la FIBA depuis 1992. Son surnom est "The Proteas", ce qui signifie « 	Les Proteas ».

## Parcours aux Jeux olympiques
- 1936 : -
- 1948 : -
- 1952 : -
- 1956 : -
- 1960 : -
- 1964 : -
- 1968 : -
- 1972 : -
- 1976 : -
- 1980 : -
- 1984 : -
- 1988 : -
- 1992 : -
- 1996 : -
- 2000 : -
- 2004 : -
- 2008 : -
- 2012 : -

## Parcours aux Championnats du Monde
- 1950 : -
- 1954 : -
- 1959 : -
- 1963 : -
- 1967 : -
- 1970 : -
- 1974 : -
- 1978 : -
- 1982 : -
- 1986 : -
- 1990 : -
- 1994 : -
- 1998 : -
- 2002 : -
- 2006 : -
- 2010 : -

## Parcours aux Championnats d'Afrique des Nations
- 1962 : -
- 1964 : -
- 1965 : -
- 1968 : -
- 1970 : -
- 1972 : -
- 1974 : -
- 1975 : -
- 1978 : -
- 1980 : -
- 1981 : -
- 1983 : -
- 1985 : -
- 1987 : -
- 1989 : -
- 1992 : -
- 1993 : -
- 1995 : -
- 1997 : 9e
- 1999 : 12e
- 2001 : 12e
- 2003 : 9e
- 2005 : 12e
- 2007 : 13e
- 2009 : 15e
- 2011 : 14e
- 2013 : -
- 2015 : -
- 2017 : 15e

## Effectif actuel
Les joueurs suivants participent à l'AfroBasket2017.
| Numéro | Joueur                | Poste   | Naissance        | Taille | Club 2016-2017 |
| ------ | --------------------- | ------- | ---------------- | ------ | -------------- |
| 4      | Thabo Sithole         | Arrière | 10 juin 1995     | 1,91 m |                |
| 6      | Lebesa Selepe         | Arrière | 13 mars 1991     | 1,90 m |                |
| 9      | Kagiso Ngoetjana      | Ailier  | 15 novembre 1989 | 1,98 m |                |
| 10     | Shane Marhanele       | Arrière | 28 août 1982     | 1,89 m |                |
| 11     | Sakhile Sithole       | Arrière | 11 mars 1990     | 1,92 m |                |
| 12     | Neo Mothiba           | Arrière | 21 mars 1982     | 2,01 m |                |
| 13     | Jonathan Van der Bijl | Pivot   | 6 février 1992   | 2,04 m |                |
| 14     | Tsakani Ngobeni       | Ailier  | 16 décembre 1983 | 1,99 m |                |
| 15     | Lehlogonolo Tholo     | Arrière | 12 novembre 1992 | 1,83 m |                |
| 21     | Christopher Gabriel   | Pivot   | 19 décembre 1988 | 2,11 m |                |
| 23     | Pieter Prinsloo       | Pivot   | 7 janvier 1992   | 2,08 m |                |